# 林蜥屬

头骨重建图

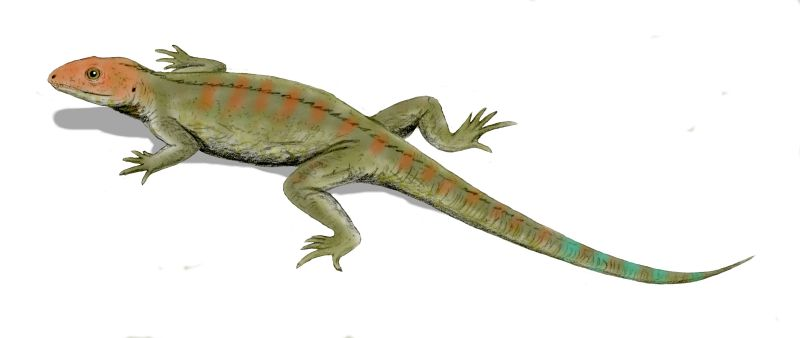
复原图

林蜥屬（學名：Hylonomus）是種最早期的爬行動物，牠們生存於3億1200萬年前的石炭紀晚期。到2006年為止，牠們是目前所能確認最早的爬行動物；西洛仙蜥（Westlothiana）更為古老，但應為兩棲類；Casineria也更為古老，但化石破碎、難以鑑定。

林蜥与人的手掌的大小对比

林蜥身長大約20公分長（包括尾巴），而且外表應該相當接近現代蜥蜴。牠擁有銳利的小型牙齒，應該以早期昆蟲為生。
林蜥的化石是發現於加拿大新斯科舍的Joggins地區。在19世紀中期，John William Dawson爵士發現這些化石。屬名意為「森林居住者」，種名是以William Dawson的老師，Charles Lyell爵士為名。傳統上，林蜥被分類於原古蜥科。目前研究認為原古蜥科的關係比較接近雙孔亞綱。
林蜥的化石是發現於石松樹幹化石中，被推測在潮濕的氣候後，樹木倒塌，而林蜥可能進入中空樹幹後，無法離開而死。除了林蜥以外，新斯科細亞的Joggins地區還發現了原始盤龍目的始祖單弓獸化石，但牠們的化石所屬地層較高，被推測大約晚了600萬年。
在加拿大新伯倫瑞克省發現的足跡化石，被歸類於林蜥，地質年代大約是3億1500萬年前。在2002年，加拿大新斯科細亞將林蜥列為州化石。

## 外部連結
- Nova Scotia provincial fossils （页面存档备份，存于） - Accessed January 10, 2008
- Fossils of Nova Scotia - The Tree Stump Animals - Accessed January 10, 2008
- Transitional Vertebrate Fossils FAQ Part 1B （页面存档备份，存于） - Accessed January 10, 2008
- The Science of the Joggins Fossil Cliffs - Accessed January 10, 2008
- 古爬行動物博物館